# 慧方禅师
慧方禅师（629年—695年），是一位唐朝高僧。潤州延陵（今江蘇省鎮江市）人，俗姓濮氏。投開善寺出家，法嗣金陵牛頭山智巖禪師，為牛頭宗第三代祖師。
据《景德錄》卷四《慧方禪師》記載，他付法于法持禪師后，隱居茅山。慧方禪師於唐天冊萬歲元年八月一日示寂，世壽六十七，僧臘四十。

## 外部連結
- 牛头禅宗探索 （页面存档备份，存于）